# Гаинас
Гаинас (Gainas; † 400 г.) e римски военачалник от готски произход по времето на императорите Теодосий I и Аркадий.
През 395 г. той служи във войската на римския военачалник Стилихон. През 399 г. се съюзява с бунтовника гота Трибигилд и се обявява против император Аркадий, което води до смъкването на евнуха Евтропий. Настанява част от войската си в Константинопол, направен е magister militum и поема de facto регентството. Войските му изискват да им се направи арианска църква, което води до големи разногласия и до въстание, при което убиват 7000 готи.
Генералът гота Фравита го изгонва и Гаинас отива с остатъка от войската си в Тракия и започва война против Източната Римска империя.
През края на 400 г. хунският владетел Улдин побеждава край Дунав остатъците на войската на бунтовника. Гаинас е убит и Улдин изпраща главата му в Константинопол, за което получава високо възнаграждение.